# Eraganahalli, Channagiri
Eraganahalli là một làng thuộc tehsil Channagiri, huyện Davanagere, bang Karnataka, Ấn Độ.